# Meng-c’ (kniha)

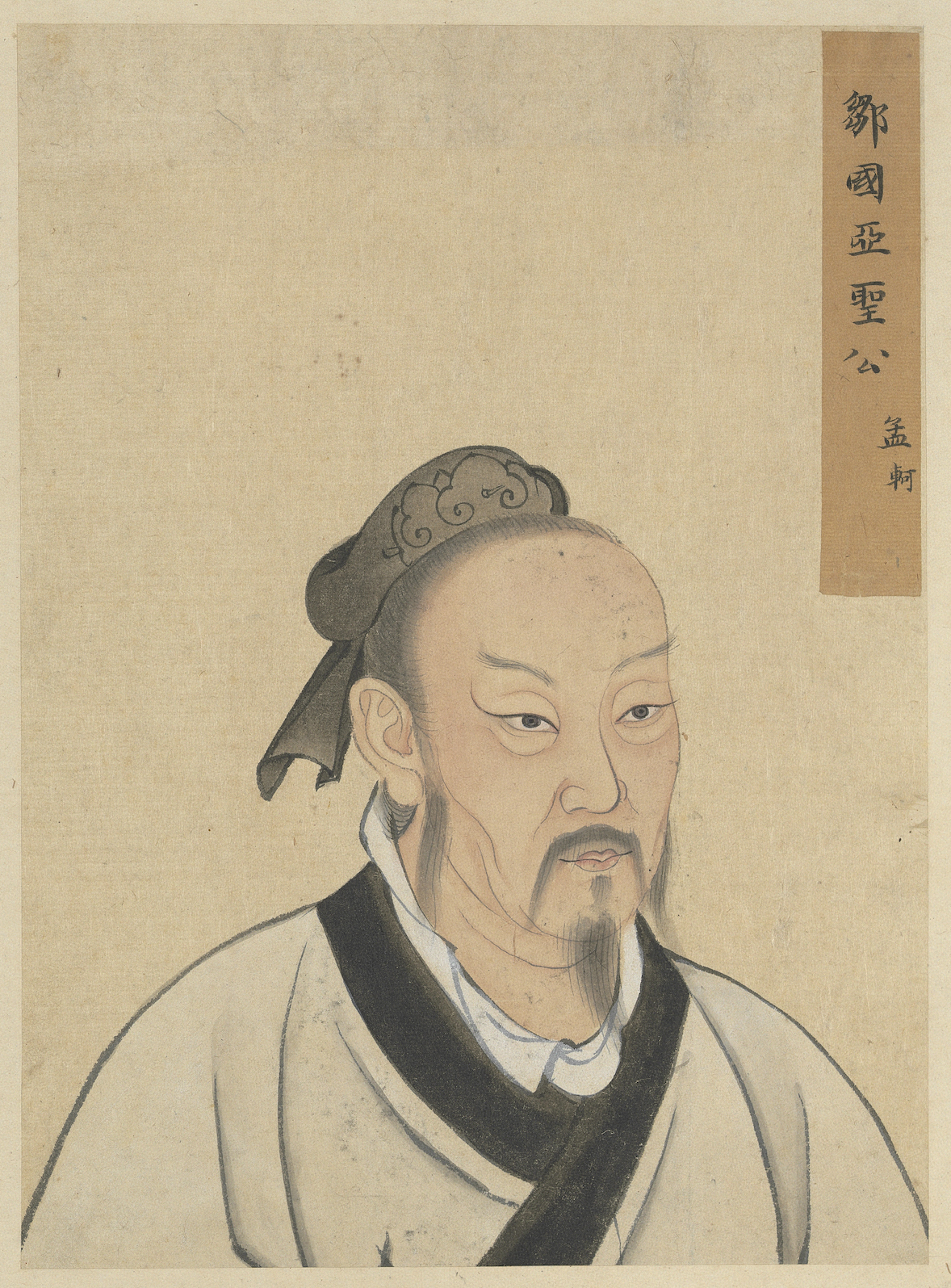
Menciův portrét

Meng-c’ (též Mencius nebo Menciovo dílo, čínsky pchin-jinem Mèngzǐ, znaky 孟子) je filozofické dílo, které spolu s dalšími třemi díly tvoří literární komplex konfucianismu zvaný čtyři knihy, který je zase součástí většího literárního celku zvaného Čtyři knihy a pět klasiků.

## Charakteristika
Kniha obsahuje kompilaci výroků a rozhovorů filozofa Meng-c’ (Mencia) s jeho žáky. Ve srovnání s díly, jejichž autorství je připisováno Konfuciovi, má kniha odlišnou vnitřní strukturu. Výroky a rozhovory Mencia v díle jsou rozsahově dlouhé, rozvláčné a mají spíše charakter dlouhých dialogů, popisů a vykazují charakteristiky plnohodnotného prozaického díla.
Na druhé straně Konfuciovo vyjadřování bývá kratší a výstižnější, často složené pouze z krátkých jednotlivých výroků s hlubším významem v rozsahu jedné věty.

## Filosofie
Filosofie obsažena v díle navazuje na Konfuciovo učení, ale v určitých závěrech se od něho liší. Mencius tvrdí, že každý člověk se rodí s vrozeným smyslem pro dobro a spravedlnost. Podle Mencia je člověk ze své přirozené podstaty morální bytost. Přirozený sklon k dobru a spravedlnosti u člověka je však oslabován negativním vlivem vnějšího světa, zkorumpované státní moci a nedostatkem pozitivního morálního příkladu během vývoje konkrétního člověka a společnosti. Hlavní snahou člověka by podle Mencia měl být návrat k přirozené podstatě každého člověka, tedy k dobru a spravedlnosti. V rámci této ideologie Mencius v případě, že panovník země vládne krutě a nestará se o veřejný zájem, omlouvá svržení a odstranění takového panovníka silou lidu. Mencius nezavrhuje monarchii, odmítá však královskou tyranii.

### Překlad
- Mencius. Překlad Ivo Pajorek. 1. vyd. Olomouc: Univerzita Palackého v Olomouci, 2023. 177 s. (Dálný východ). ISBN 978-80-244-6440-4.